# Friedrich Eduard von Proeck
Friedrich Eduard von Proeck (* 1714; † um 1777) war ein preußischer Leutnant und Landrat.

## Herkunft
Friedrich Eduard von Proeck war Angehöriger des preußischen Adelsgeschlechts Proeck. Er war der Sohn von Friedrich David von Proeck (* um 1686; † 1753), Erbherr auf Koppershagen im Kreis Wehlau und königlich-polnischer Capitain, und dessen Ehefrau Constantia, geb. von Cölmer. Sein Großvater war der kurbrandenburgische Generalwachtmeister Friedrich von Proeck (1640–1721).

## Leben
Friedrich Eduard war 1733 Page beim General von Roedern in Königsberg. Später trat er in das Preußische Heer ein. Nachdem er zum Leutnant aufgestiegen war, wurde er nach 10 Jahren Dienst im Regiment von Kanitz vom Militär verabschiedet. 1762 wurde er zum Nachfolger von Heinrich Ehrenreich von Vorhauer als Landrat des Kreises Seehesten ernannt. Weitere Hauptämter denen er vorstand waren Angerburg, Lötzen und Rhein. Um 1767 trat er von seinem Posten als Landrat zurück, Nachfolger wurde Carl Dietrich Stach von Goltzheim.

## Persönliches
Friedrich Eduard von Proeck war bis 1742 Erbherr auf Koppershagen, dann auf Gurnen. Er war in erster Ehe mit Luise Charlotte de Brion Baronne de Luxe († 1750) aus dem Hause Götzhofen verheiratet, einer Tochter des preußischen Generalmajors Jacques de Brion, Baron de Lux. In zweiter Ehe vermählte er sich 1756 mit Charlotte Albertine Freiin von Hoverbeck (* 28. September 1731) aus dem Hause Gansenstein.